# Albrecht Randelzhofer
Albrecht Randelzhofer (* 4. November 1938 in München; † 14. Januar 2023 in Berlin) war ein deutscher Rechtswissenschaftler und ehemaliger Hochschullehrer an der Freien Universität Berlin.

## Leben und Wirken
Randelzhofer studierte Rechtswissenschaften an der Ludwig-Maximilians-Universität München, wo er nach Abschluss seiner 1966 mit der staatsrechtlichen Arbeit „Völkerrechtliche Aspekte des Heiligen Römischen Reiches nach 1648“ zum Dr. iur. promoviert wurde. 1973 habilitierte er sich in München unter Betreuung von Friedrich Berber. Anschließend war er als Privatdozent an der Freien Universität Berlin tätig. 
Von 1976 bis zu seiner Emeritierung 2002 hatte er den ordentlichen Lehrstuhl für Völkerrecht, Internationales Recht, Rechtsvergleichung und Allgemeine Rechtstheorie an der Freien Universität Berlin inne. Von 1988 bis zu deren Auflösung 1990 war er Mitglied der Akademie der Wissenschaften zu Berlin (West). Ab 1997 war Randelzhofer zudem richterliches Mitglied des Verfassungsgerichtshofs des Landes Berlin. Zudem war er ab 1985 Mitglied des Ständigen Schiedshofs in Den Haag. Er war außerdem Mitglied der Vereinigung für Verfassungsgeschichte.
Randelzhofers Forschungsschwerpunkte lagen vor allem im Verfassungsrecht und Völkerrecht. Insbesondere forschte er zu den Grundrechten in der deutschen und europäischen Rechtsordnung. Außerdem kommentierte er im Grundgesetz-Kommentar Maunz-Dürig und in einem Kommentar zum EUV.
Albrecht Randelzhofer starb am 14. Januar 2023 im Alter von 84 Jahren in Berlin.

## Schriften (Auswahl)
- Völkerrechtliche Aspekte des Heiligen Römischen Reiches nach 1648. Duncker & Humblot, Berlin 1967 (Dissertation).
- Personalstruktur und Personalwirtschaft zwischen Staat und Universität. Verlag des Hochschulverbands, Bonn, Bad Godesberg 1978.
- Der Einfluss des Völker- und Europarechts auf das deutsche Ausländerrecht. De Gruyter, Berlin 1980, ISBN 978-3-11-008306-4.
- mit Dieter Wilke: Die Duldung als Form flexiblen Verwaltungshandelns, dargestellt an einem Fall des Wasserrechts. Duncker & Humblot, Berlin 1981, ISBN 978-3-428-05037-6.
- Die Pflichtenlehre bei Samuel von Pufendorf. De Gruyter, Berlin 1983, ISBN 978-3-11-009731-3.
- Staatenverantwortlichkeit. C.F. Müller, Heidelberg 1984, ISBN 978-3-8114-8583-9.
- mit Raimund Harndt: Grenzüberschreitende Zusammenarbeit bei der Umweltverträglichkeitsprüfung: Ein Beitrag zur Auslegung von Art. 7 der EWG-Richtlinie über die Umweltverträglichkeitsprüfung mit einer Darstellung des französischen, belgischen, niederländischen und dänischen Umweltverfahrensrechtes. Erich Schmidt, Berlin 1989, ISBN 978-3-503-02806-1.
- mit Michael Wein: Ausbildungsreform und Bestandsschutz im Privatschulbereich : Rechtsgutachten zu § 10 des Entwurfs eines Gesetzes über die Berufe in der Massage und in der Krankengymnastik. Duncker & Humblot, Berlin 1989, ISBN 978-3-428-06742-8.
- mit Oliver Dörr: Entschädigung für Zwangsarbeit? Zum Problem individueller Entschädigungsansprüche von ausländischen Zwangsarbeitern während des Zweiten Weltkrieges gegen die Bundesrepublik Deutschland. Duncker & Humblot, Berlin 1994, ISBN 978-3-428-08189-9.
- Der Einfluß des Völker- und Europarechts auf das deutsche Ausländerrecht. De Gruyter, Berlin 2017, ISBN 978-3-11-008306-4 (Reprint).